# Zawisznia
Zawisznia (ukr. Завишень, Zawyszeń), 1951–1989 Wyszniwka (ukr. Вишнівка) – wieś na Ukrainie, w rejonie czerwonogrodzkim obwodu lwowskiego, nad Bugiem. Wieś liczy około 1200 mieszkańców.
Znajduje się tu przystanek kolejowy Zawisznia, położony na linii Lwów – Sapieżanka – Kowel.
W II Rzeczypospolitej do 1934 samodzielna gmina jednostkowa. Następnie należała do zbiorowej wiejskiej gminy Krystynopol w powiecie sokalskim w woj. lwowskim. Po wojnie wieś weszła w skład powiatu hrubieszowskigo w woj. lubelskim. W 1951 roku wieś wraz z całym obszarem gminy Krystynopol została przyłączona do Związku Radzieckiego w ramach umowy o zamianie granic z 1951 roku.